# Carl Beck & Comp. Samenbau und Samengroßhandlung

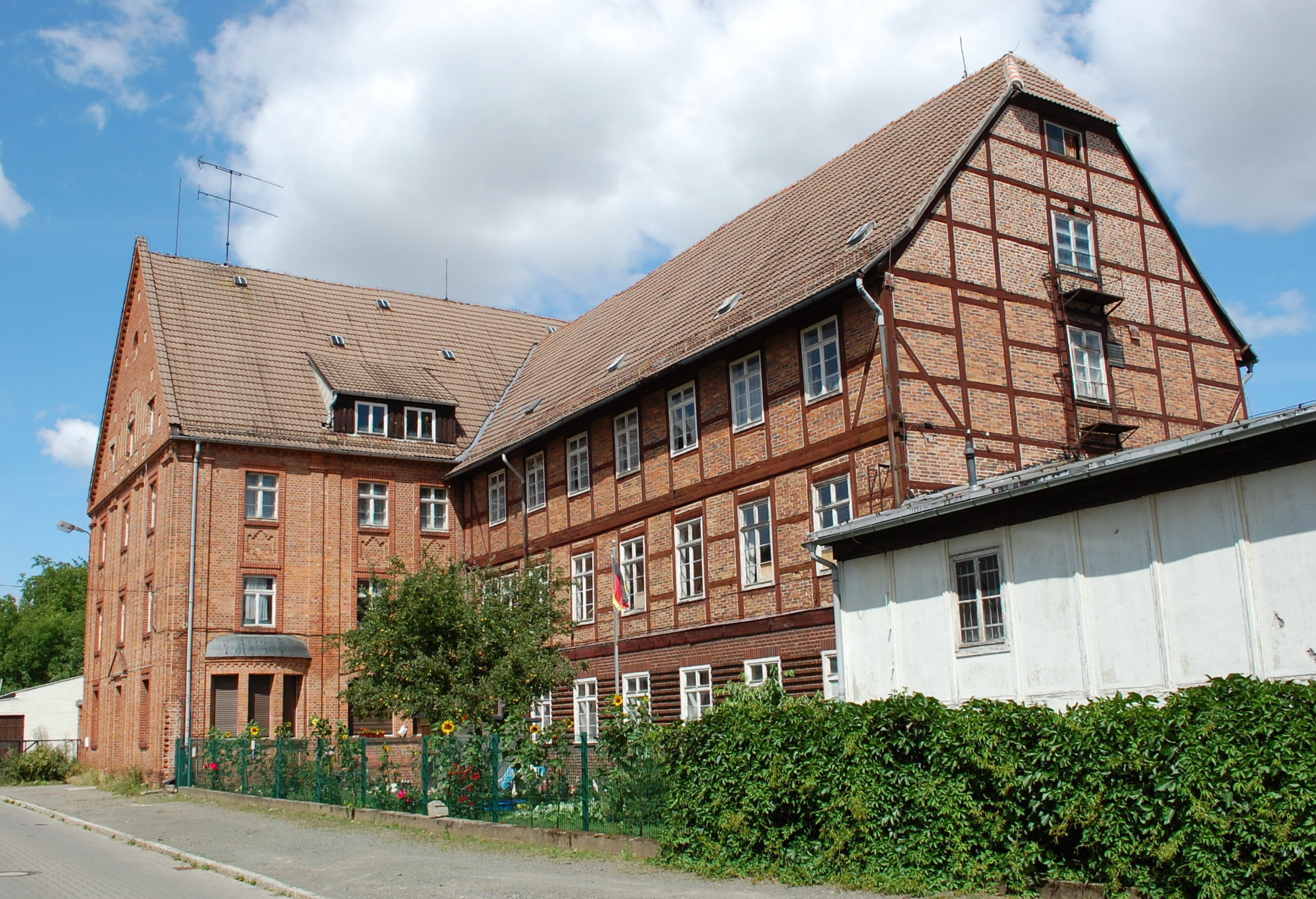
Severinweg 7

Carl Beck & Comp. Samenbau und Samengroßhandlung war ein im Anbau und Handel mit Saatgut tätiges Unternehmen in Quedlinburg in Sachsen-Anhalt. Erhalten blieb die denkmalgeschützte Fabrik im Severinweg 7 nördlich der Quedlinburger Altstadt.
Das Unternehmen wurde am 1. Januar 1894 gegründet. Die noch heute bestehenden Gebäude im Severinweg entstanden Anfang des 20. Jahrhunderts. Es entstanden, in Form eines Winkels angelegt, Produktions-, Büro- und Lagergebäude. Mit der Giebelseite zur Straße ausgerichtet, steht ein etwa 1915 errichteter Backsteinbau. Er ist mit Ziegelornamenten verziert. Die Gliederung erfolgt durch Doppelpilaster. Südlich hieran schließt sich ein um 1925 entstandener dreigeschossiger Fachwerkbau, mit verziegeltem Erdgeschoss an. Bedeckt ist das Gebäude mit einem Krüppelwalmdach.
Nach Nordwesten wird der Hof durch einen in ähnlicher Weise errichteten Bau abgeschlossen. Die zum Werk gehörende, gleichfalls denkmalgeschützte Fabrikantenvilla Lindenstraße 10 befindet sich südlich des Betriebsgeländes.